# Tona (Spanyolország)
Tona település Spanyolországban, Barcelona tartományban. Lakosainak száma 8511 fő (2024). Tona Balenyà, Muntanyola, Malla, Seva, Collsuspina és Taradell községekkel határos.

## Népesség
A település népessége az elmúlt években az alábbi módon változott:
| Lakosok száma | 549  | 1282 | 2172 | 3286 | 5260 | 6725 | 7955 | 8012 | 8241 | 8511 |
|               | 1717 | 1887 | 1936 | 1960 | 1986 | 2004 | 2009 | 2014 | 2019 | 2024 |